# Hohenselchow-Groß Pinnow
Die Gemeinde Hohenselchow-Groß Pinnow liegt im Landkreis Uckermark im Nordosten Brandenburgs (Deutschland). Die Gemeinde wird vom Amt Gartz (Oder) mit Sitz in der gleichnamigen Stadt verwaltet.

## Geografie
Das Areal der Gemeinde erstreckt sich vom Grundmoränengebiet zwischen unterer Oder und Randow über den Steilabfall (Höhenunterschied ca. 50 m) zum Großen Bruch, einem Teil des Oder-Urstromtales. Die flachwellige Moränenlandschaft wird intensiv landwirtschaftlich genutzt und ist Standort zahlreicher Windenergieanlagen. Die nächste größere Stadt ist Schwedt/Oder (ca. 18 km entfernt).

## Gemeindegliederung
Neben den namengebenden Ortsteilen Hohenselchow und Groß Pinnow gehören zur Gemeinde der bewohnte Gemeindeteil Heinrichshof sowie die Wohnplätze Annettenhof, Frostenwalde, Helenenhof und Sophienhof.

## Geschichte
1240 tauchte Hohenselchow, 1261 Pinnow erstmals in einer Urkunde auf.

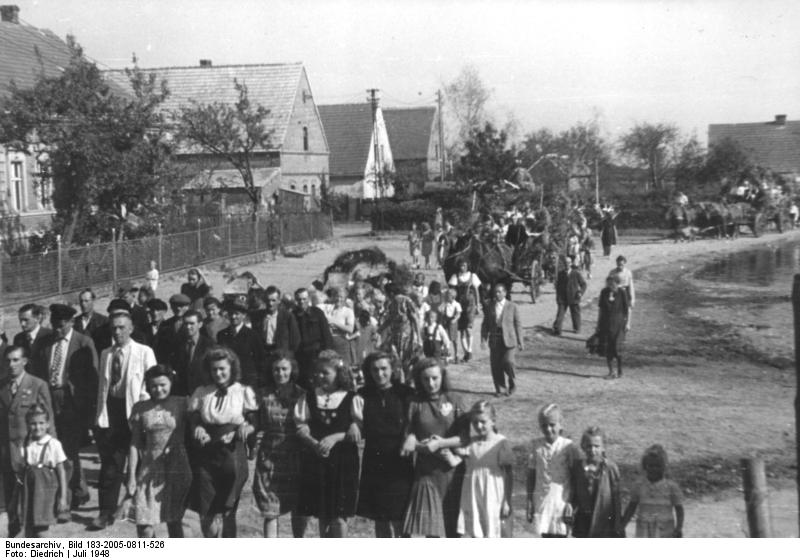
Erntefest in Hohenselchow 1948

Das Gemeindegebiet gehörte bis 1945 zur preußischen Provinz Pommern, innerhalb dieser bis 1939 zum Landkreis Randow und nach dessen Auflösung zum Landkreis Greifenhagen. Nach dem Zweiten Weltkrieg kamen Hohenselchow und Pinnow zum neuen Landkreis Randow im Land Mecklenburg. Seit der DDR-Kreisreform 1950 gehörten beide Gemeinden zum Kreis Angermünde, Land Brandenburg und ab 1952 zum Bezirk Frankfurt (Oder).
Mit Wiederherstellung der Länder auf dem Gebiet der DDR kamen beide Gemeinden 1990 zum neukonstituierten Land Brandenburg und gehören seit 1993 dem Landkreis Uckermark an.
Am 26. Oktober 2003 wurden die bis dahin selbstständigen Gemeinden Hohenselchow und Groß Pinnow miteinander vereinigt.

## Bevölkerungsentwicklung
| Jahr | Hohenselchow | Groß Pinnow |      | Jahr | Hohenselchow- Groß Pinnow |
| ---- | ------------ | ----------- | ---- | ---- | ------------------------- |
| 1875 | 0932         | 814         | 2003 | 903  |                           |
| 1910 | 0827         | 519         | 2005 | 880  |                           |
| 1939 | 0825         | 661         | 2010 | 853  |                           |
| 1946 | 1087         | 794         | 2015 | 817  |                           |
| 1950 | 1133         | 886         | 2020 | 738  |                           |
| 1971 | 0937         | 682         | 2021 | 717  |                           |
| 1990 | 0651         | 420         | 2022 | 687  |                           |
| 1995 | 0613         | 361         | 2023 | 676  |                           |
| 2000 | 0604         | 344         | 2024 | 694  |                           |
| 2002 | 0578         | 337         |      |      |                           |

Gebietsstand des jeweiligen Jahres, Einwohnerzahl: Stand 31. Dezember (ab 1991), ab 2011 auf Basis des Zensus 2011, ab 2022 auf Basis des Zensus 2022

## Politik

### Gemeindevertretung
Die Gemeindevertretung von Hohenselchow-Groß Pinnow besteht aus zehn Gemeindevertretern und dem ehrenamtlichen Bürgermeister. Die Kommunalwahl am 26. Mai 2019 führte zu folgendem Ergebnis:
| Wählergruppe                                            | Stimmenanteil | Sitze |
| ------------------------------------------------------- | ------------- | ----- |
| Gemeinsame Wählergemeinschaft Hohenselchow-Groß Pinnow  | 55,0 %        | 6     |
| Wählergruppe Bürgerperspektive Hohenselchow-Groß Pinnow | 40,4 %        | 4     |
| Einzelbewerber Dirk Helwig                              | 04,6 %        | –     |

### Bürgermeister
- 2003–2008: Andrea Belz[8]
- 2008–2019: Norbert Dittmann (Gemeinsame Wählergemeinschaft Hohenselchow-Groß Pinnow)[9]
- seit 2019: Angelika Böcker (BPHG)

Böcker wurde in der Bürgermeisterstichwahl am 16. Juni 2019 mit 52,7 % der gültigen Stimmen für eine Amtszeit von fünf Jahren gewählt. Sie wurde bei der Bürgermeisterwahl am 9. Juni 2024 mit 58,1 % der gültigen Stimmen für eine weitere Amtsperiode wiedergewählt.

## Sehenswürdigkeiten
In der Liste der Baudenkmale in Hohenselchow-Groß Pinnow stehen die in der Denkmalliste des Landes Brandenburg eingetragenen Baudenkmale.

## Verkehr
Hohenselchow-Groß Pinnow liegt an der Landesstraße L 27 zwischen Casekow und Gartz. Die Bundesstraße 2 (Gartz–Schwedt) führt östlich am Gemeindegebiet vorbei. Die nächstgelegene Autobahnanschlussstelle ist Penkun an der A 11 Berlin–Stettin.
Der nächste Bahnhof befindet sich in der Nachbargemeinde Casekow an der Bahnstrecke Berlin–Stettin.